# Kulstötning för damer i friidrott vid olympiska sommarspelen 2016
Damernas kulstötning vid olympiska sommarspelen 2016, i Rio de Janeiro i Brasilien avgjordes den 12 augusti på Estádio Olímpico João Havelange.

## Medaljörer
| Spel        | Guld                | Silver                    | Brons               |
| Kulstötning | Michelle Carter USA | Valerie Adams Nya Zeeland | Anita Márton Ungern |

## Resultat

### Kval
| Placering | Grupp | Namn                 | Nationalitet        | #1    | #2    | #3    | Resultat | Noteringar |
| --------- | ----- | -------------------- | ------------------- | ----- | ----- | ----- | -------- | ---------- |
| 1         | A     | Valerie Adams        | Nya Zeeland         | 19,74 |       |       | 19,74    | Q          |
| 2         | B     | Christina Schwanitz  | Tyskland            | 19,18 |       |       | 19,18    | Q          |
| 3         | A     | Michelle Carter      | USA                 | 17,95 | 19,01 |       | 19,01    | Q          |
| 4         | A     | Raven Saunders       | USA                 | x     | 18,83 |       | 18,83    | Q          |
| 5         | B     | Gong Lijiao          | Kina                | 18,74 |       |       | 18,74    | Q          |
| 6         | B     | Anita Márton         | Ungern              | 18,51 |       |       | 18,51    | Q          |
| 7         | B     | Geisa Arcanjo        | Brasilien           | 18,27 | 17,67 | x     | 18,27    | q, SB      |
| 8         | A     | Cleopatra Borel      | Trinidad och Tobago | 16,94 | 17,78 | 18,20 | 18,20    | q          |
| 9         | A     | Natalia Duco         | Chile               | 18,18 | x     | x     | 18,18    | q          |
| 10        | B     | Auriole Dongmo       | Kamerun             | 17,92 | 17,71 | x     | 17,92    | q, NR      |
| 11        | B     | Alena Abramtjuk      | Belarus             | 17,78 | 17,19 | 16,97 | 17,78    | q          |
| 12        | A     | Aliona Dubitskaja    | Belarus             | x     | x     | 17,76 | 17,76    | q          |
| 13        | B     | Paulina Guba         | Polen               | 17,70 | 17,56 | x     | 17,70    |            |
| 14        | B     | Felisha Johnson      | USA                 | x     | 17,64 | 17,69 | 17,69    |            |
| 15        | A     | Melissa Boekelman    | Nederländerna       | 16,97 | 17,69 | x     | 17,69    |            |
| 16        | A     | Bian Ka              | Kina                | 17,68 | 17,36 | 16,84 | 17,68    |            |
| 17        | B     | Julija Leantsiuk     | Belarus             | 17,66 | x     | 16,69 | 17,66    |            |
| 18        | A     | Brittany Crew        | Kanada              | 16,67 | x     | 17,45 | 17,45    |            |
| 19        | B     | Ahymará Espinoza     | Venezuela           | x     | 17,27 | 16,77 | 17,27    |            |
| 20        | A     | Sara Gambetta        | Tyskland            | x     | 16,93 | 17,24 | 17,24    |            |
| 21        | B     | Radoslava Mavrodieva | Bulgarien           | x     | 17,11 | 17,20 | 17,20    |            |
| 22        | B     | Yaniuvis López       | Kuba                | 17,15 | x     | x     | 17,15    |            |
| 23        | B     | Manpreet Kaur        | Indien              | 16,68 | 17,06 | 16,76 | 17,06    |            |
| 24        | A     | Emel Dereli          | Turkiet             | 17,01 | 16,86 | x     | 17,01    |            |
| 25        | B     | Danniel Thomas       | Jamaica             | 16,70 | 16,43 | 16,99 | 16,99    |            |
| 26        | A     | Saily Viart          | Kuba                | 15,82 | x     | 16,99 | 16,99    |            |
| 27        | A     | Olga Golodna         | Ukraina             | 16,10 | 16,35 | 16,83 | 16,83    |            |
| 28        | B     | Taryn Suttie         | Kanada              | 16,55 | 16,74 | 16,60 | 16,74    |            |
| 29        | A     | Nwanneka Okwelogu    | Nigeria             | 16,67 | x     | x     | 16,67    |            |
| 30        | B     | Lena Urbaniak        | Tyskland            | 16,32 | 16,62 | x     | 16,62    |            |
| 31        | A     | Sandra Lemos         | Colombia            | 16,46 | 16,46 | 16,12 | 16,46    |            |
| 32        | A     | Leyla Rajabi         | Iran                | 16,18 | 16,34 | 16,16 | 16,34    |            |
| 33        | A     | Gao Yang             | Kina                | 16,17 | 15,48 | x     | 16,17    |            |
| 34        | B     | Galjna Obleshtjuk    | Ukraina             | 15,81 | x     | x     | 15,81    |            |
| 35        | A     | Dimitriana Surdu     | Moldavien           | 15,14 | 15,17 | 15,25 | 15,25    |            |
| 36        | B     | Jessica Inchude      | Guinea-Bissau       | 14,12 | 15,15 | 14,84 | 15,15    |            |

### Final
| Placering | Namn                | Nationalitet        | #1    | #2    | #3    | #4               | #5               | #6               | Resultat | Noteringar |
| --------- | ------------------- | ------------------- | ----- | ----- | ----- | ---------------- | ---------------- | ---------------- | -------- | ---------- |
| 1         | Michelle Carter     | USA                 | 19,12 | 19,82 | 19,44 | 19,87            | 19,84            | 20,63            | 20,63    | NR, WL     |
| 2         | Valerie Adams       | Nya Zeeland         | 19,79 | 20,42 | 19,80 | x                | x                | 20,39            | 20,42    | SB         |
| 3         | Anita Márton        | Ungern              | 17,60 | 18,72 | 19,39 | 19,38            | 19,10            | 19,87            | 19,87    | NR         |
| 4         | Gong Lijiao         | Kina                | 18,98 | 19,39 | 19,18 | x                | x                | x                | 19,39    |            |
| 5         | Raven Saunders      | USA                 | 18,88 | x     | x     | x                | x                | 19,35            | 19,35    | PB         |
| 6         | Christina Schwanitz | Tyskland            | 19,03 | x     | x     | x                | x                | 18,92            | 19,03    |            |
| 7         | Cleopatra Borel     | Trinidad och Tobago | 18,05 | 18,24 | x     | 17,94            | 18,37            | x                | 18,37    |            |
| 8         | Aliona Dubitskaja   | Belarus             | 18,00 | 18,23 | x     | x                | x                | x                | 18,23    |            |
| 9         | Geisa Arcanjo       | Brasilien           | 17,50 | 17,68 | 18,16 | Gick inte vidare | Gick inte vidare | Gick inte vidare | 18,16    |            |
| 10        | Natalia Duco        | Chile               | 18,07 | 17,73 | 17,99 | Gick inte vidare | Gick inte vidare | Gick inte vidare | 18,07    |            |
| 11        | Alena Abramtjuk     | Belarus             | 17,37 | x     | x     | Gick inte vidare | Gick inte vidare | Gick inte vidare | 17,37    |            |
| 12        | Auriole Dongmo      | Kamerun             | x     | 16,99 | 16,82 | Gick inte vidare | Gick inte vidare | Gick inte vidare | 16,99    |            |